# Estação Ferroviária de Paravur
A estação ferroviária de Paravur (em malaiala: പരവൂർ തീവണ്ടിനിലയം) é uma estação ferroviária que serve a cidade de Paravur, no distrito de Coulão, no sul de Kerala, na Índia. Está localizado a 15,8 km da sede do distrito, na linha Coulão Junção para Thiruvananthapuram. 16 pares de comboios param em Paravur.